# Áyios Ioánnis (ort i Grekland, Peloponnesos)
Áyios Ioánnis (Agios Ioannis) är en ort i Grekland.   Den ligger i prefekturen Nomós Korinthías och regionen Peloponnesos, i den sydöstra delen av landet, 70 km väster om huvudstaden Aten. Áyios Ioánnis ligger 631 meter över havet och antalet invånare är 375.
Terrängen runt Áyios Ioánnis är kuperad, och sluttar norrut. Runt Áyios Ioánnis är det glesbefolkat, med 15 invånare per kvadratkilometer. Närmaste större samhälle är Korinth, 18,4 km norr om Áyios Ioánnis. 